# Areas ochracea
Areas ochracea är en fjärilsart som beskrevs av Clayton Dissinger Mell 1922. Areas ochracea ingår i släktet Areas och familjen björnspinnare. Inga underarter finns listade i Catalogue of Life.